# Warwick (Queensland)
Warwick is een plaats in de Australische deelstaat Queensland en telt 12.562 inwoners (2006).

## Geboren
- John Seale (1942), cameraman